# Papua New Guinea National Soccer League
De Papua New Guinea National Soccer League (PNGNSL) is de nationale voetbalcompetitie van Papoea-Nieuw-Guinea.
Deze gesloten semi-professionele competitie werd in 2006 voor het eerst georganiseerd door de Papua New Guinea Football Association (PNGFA) en is de opvolger van de Papua New Guinea National Club Championship (PNGNCC). PRK Hekari United won de eerste acht edities (inclusief PRK Souths United) en vertegenwoordigde Papoea-Nieuw-Guinea in de OFC Champions League.
Sponsornamen
2007/08-2015/16: Telikom NSL Cup
2018/19: Kumul Petroleum Holdings National Soccer League

## Deelname
Aantal clubs per seizoen
2019
Onderstaande clubs namen in het seizoen 2019 deel. Voor het eerst werd er eerst in vier regionale poules gespeeld waarna de top-2 in de play-off om de landstitel streden.
* Een vertegenwoordigd nationaalelftal van Papoea-Nieuw-Guinea (maximaal U23) neemt deel onder de naam Besta PNG United.

## Finales PNGNSL
| Seizoen | Winnaar              | Uitslag         | Finalist              |
| ------- | -------------------- | --------------- | --------------------- |
| 2006    | PRK Souths United    | 2-0             | Gelle Hills United    |
| 2007/08 | Hekari Souths United | 3-2             | Gelle Hills United    |
| 2008/09 | Hekari Souths United | niet gespeeld * | CMSS Rapatona Tigers  |
| 2009/10 | Hekari Souths United | 5-0             | Gigira Laitepo Morobe |
| 2010/11 | Hekari United        | 4-0             | Eastern Stars         |
| 2011/12 | Hekari United        | 3-0             | Eastern Stars         |
| 2013    | Hekari United        | 3-0             | FC Port Moresby       |
| 2014    | Hekari United        | gestaakt *      | Lae FC                |
| 2015    | Lae City Dwellers    | 5-1             | Madang FC             |
| 2016    | Lae City Dwellers    | 2-0             | Hekari United         |
| 2017    | Lae City Dwellers    | niet gespeeld*  | Madang FC             |
| 2018    | Toti City            | 3-0             | Besta PNG United      |
| 2019    | Toti City            | 0-0 ns (5-4)    | Hekari United         |

* 2009: Nadat de finalewedstrijd werd geannuleerd werd Hekari United tot winnaar uitgeroepen als best geklasseerde club in de reguliere competitie.
* 2014: Wedstrijd werd in de 70e minuut gestaakt bij een 3-0 tussenstand.
* 2017: Lae City Dwellers werd tot winnaar uitgeroepen als best geklasseerde club in de reguliere competitie.